# 邁澤克韋什德區

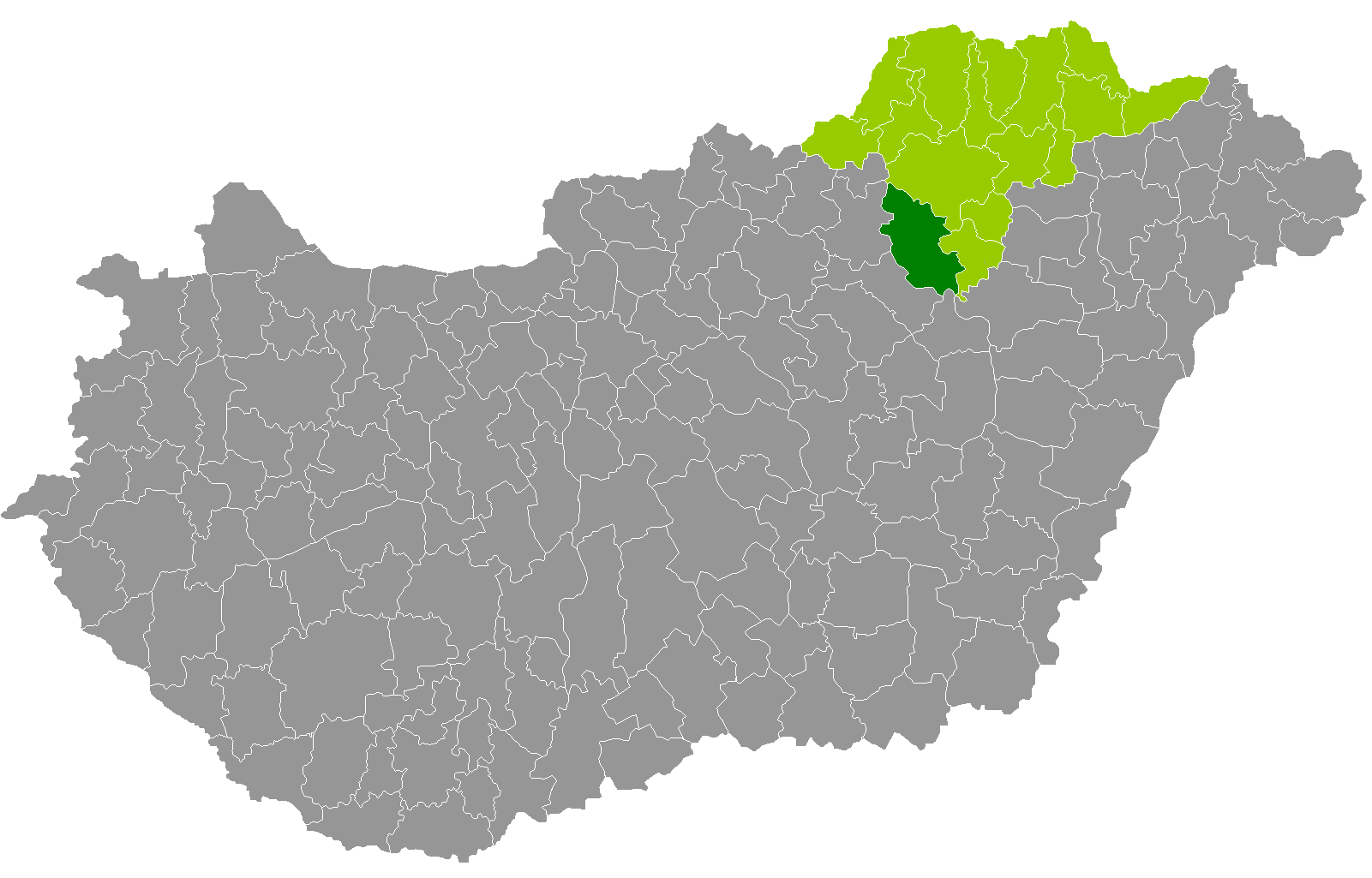

邁澤克韋什德區（匈牙利語：Mezőkövesdi járás），是匈牙利包爾紹德-奧包烏伊-曾普倫州的一個區，位於該國東北部，区府設於邁澤克韋什德，面積724平方公里，2011年人口42,434，人口密度每平方公里59人。